# 249

## Родени
- ? – Карин, римски император

## Починали
- август – Филип II, римски император